# Vidar Johansen (Skispringer)
Vidar Johansen (* 20. September 1957) ist ein ehemaliger norwegischer Skispringer.

## Werdegang
Johansen startete in der Weltcup-Saison 1983/84 zu einem einzigen Weltcup-Springen in Sapporo am 22. Januar 1984. Dabei erreichte er den sechsten Platz und damit zehn Weltcup-Punkte, was ihm am Ende der Saison den 52. Platz der Gesamtwertung gemeinsam mit Thomas Klauser, Jan Jelenský, Matthias Buse, Christian Hauswirth, Paul Erat und Manfred Deckert einbrachte.
Johansen lebt heute in Gressvik und führt dort als Inhaber und Geschäftsführer gemeinsam mit Kjell Erik Martinsen die Baufirma Martinsen og Johansen DA.

## Erfolge (Weltcup-Platzierungen)
| Saison  | Platz | Punkte |
| ------- | ----- | ------ |
| 1983/84 | 52.   | 10     |